# Campeonato Brasiliense 2005
In 2005 werd het 47ste Campeonato Brasiliense gespeeld voor clubs uit het Federaal District, waartoe de hoofdstad Brasilia behoort. De competitie, ook wel Candangão genaamd, werd georganiseerd door de FBF en werd gespeeld van 15 januari tot 17 april.  Brasiliense werd kampioen.

## Eerste toernooi

### Groep A
| Plaats | Club         | Wed. | W | G | V | Saldo | Ptn. |
| ------ | ------------ | ---- | - | - | - | ----- | ---- |
| 1.     | Ceilândia    | 10   | 8 | 2 | 0 | 29:10 | 26   |
| 2.     | Paranoá      | 10   | 6 | 1 | 3 | 21:13 | 19   |
| 3.     | CFZ          | 10   | 5 | 4 | 1 | 21:12 | 19   |
| 4.     | Dom Pedro II | 10   | 4 | 2 | 4 | 21:18 | 14   |
| 5.     | Sobradinho   | 10   | 1 | 2 | 7 | 11:23 | 5    |
| 6.     | Bandeirante  | 10   | 0 | 1 | 9 | 10:37 | 1    |

|  | Gekwalificeerd voor tweede toernooi |
|  | Degradatie                          |

### Groep B
| Plaats | Club        | Wed. | W | G | V | Saldo | Ptn. |
| ------ | ----------- | ---- | - | - | - | ----- | ---- |
| 1.     | Brasiliense | 10   | 7 | 3 | 0 | 20:7  | 24   |
| 2.     | Gama        | 10   | 6 | 3 | 1 | 18:10 | 21   |
| 3.     | Luziânia    | 10   | 4 | 3 | 3 | 11:7  | 15   |
| 4.     | Unaí Itapuã | 10   | 2 | 4 | 4 | 11:17 | 10   |
| 5.     | Guará       | 10   | 1 | 3 | 6 | 10:17 | 6    |
| 6.     | Santa Maria | 10   | 0 | 4 | 6 | 12:25 | 4    |

|  | Gekwalificeerd voor tweede toernooi |
|  | Degradatie                          |

## Tweede toernooi
| Plaats | Club        | Wed. | W | G | V | Saldo | Ptn. |
| ------ | ----------- | ---- | - | - | - | ----- | ---- |
| 1.     | Brasiliense | 6    | 4 | 1 | 1 | 17:10 | 13   |
| 2.     | Ceilândia   | 6    | 2 | 2 | 2 | 10:10 | 8    |
| 3.     | Paranoá     | 6    | 2 | 2 | 2 | 10:11 | 8    |
| 4.     | Gama        | 6    | 1 | 1 | 4 | 9:15  | 4    |

|  | Kampioen |

### Kampioen
| Campeonato Brasiliense de 2005  |
| Federaal District               |
| ------------------------------- |
| BRASILIENSE Kampioen (2° titel) |